# Anna Edinger
Anna Edinger, nombre de soltera Anna Goldschmidt, (Fráncfort del Meno, 17 de mayo de 1863 - Oberursel, 21 de diciembre de 1929) fue una política socialista alemana, activista de los derechos de la mujer, filántropa y pacifista.

## Biografía

### Infancia y juventud
Anna Edinger era la hija mayor del banquero Benedikt Moritz Goldschmidt (1831-1906) y de su esposa Pauline (de soltera Jacobsen),una familia judía de la burguesía acomodada de Fráncfort del Meno. Se interesó por la ciencia desde su juventud; sin embargo, las tradiciones de la época no permitían que una mujer estudiara. No obstante, gracias a su matrimonio con el neurólogo e investigador Ludwig Edinger en 1886, pudo aportar los conocimientos que había adquirido de forma autónoma a los trabajos de investigación de su marido.

### Activista de los derechos de la mujer y de la paz
Anna Edinger participó en el movimiento feminista judío tanto a nivel nacional como regional, por ejemplo, participó en la Federación de Asociaciones de Mujeres Alemanas, de la que fue miembro de la junta directiva de 1903 a 1910. Su trabajo se centró especialmente en medidas para luchar contra la pobreza de género. Desde la década de 1890 trabajó en la política y asociaciones locales, especialmente para proteger el bienestar de los niños y combatir la tuberculosis, que en aquella época era la causa de muerte más frecuente. Además, coordinó una asociación para proteger a las personas desfavorecidas, además de ser miembro fundador del Institut für Gemeinwohl [Instituto del Bienestar] del mecenas e industrial de Fráncfort Wilhelm Merton. En 1900 formaba parte del gremio fundador del parque público Licht- und Luftbad Niederrad, situado a orillas del Meno en el distrito de Sachsenhausen.
En junio de 1904 dirigió un congreso internacional de mujeres en Berlín, donde se fundó formalmente la Alianza Internacional de Mujeres con el nombre de Alianza Internacional del Sufragio Femenino (IWSA).
Edinger fue una de las 28 mujeres alemanas que participaron al Congreso Internacional de Mujeres por la Paz celebrado en La Haya en 1915. De este modo, boicoteó el llamamiento de la Federación de Asociaciones de Mujeres Alemanas (BdF), que apoyaba la movilización militar en Alemania. Edinger comentó los intentos de otras mujeres de la BdF de excluirla con las siguientes palabras: “[...] Al margen de una concepción fundamental de la guerra, existen dos puntos de vista opuestos: uno que postula que el respeto a Alemania y a la seguridad interior sólo puede ganarse con la derrota absoluta del enemigo y la otra que cree que cuanto más larga sea la lucha y cuanto más graves sean las heridas, más difícil será lograr una paz que no deje recoldos que sirvan para provocar nuevas guerras; pues el respeto a Alemania no se puede ganar ni fortificar con la espada”.
Tras el final de la guerra, Edinger siguió participando en la Liga Internacional de Mujeres por la Paz y la Libertad. Asimismo continuó dirigiendo la Federación de Asociaciones de Mujeres de Fráncfort. 

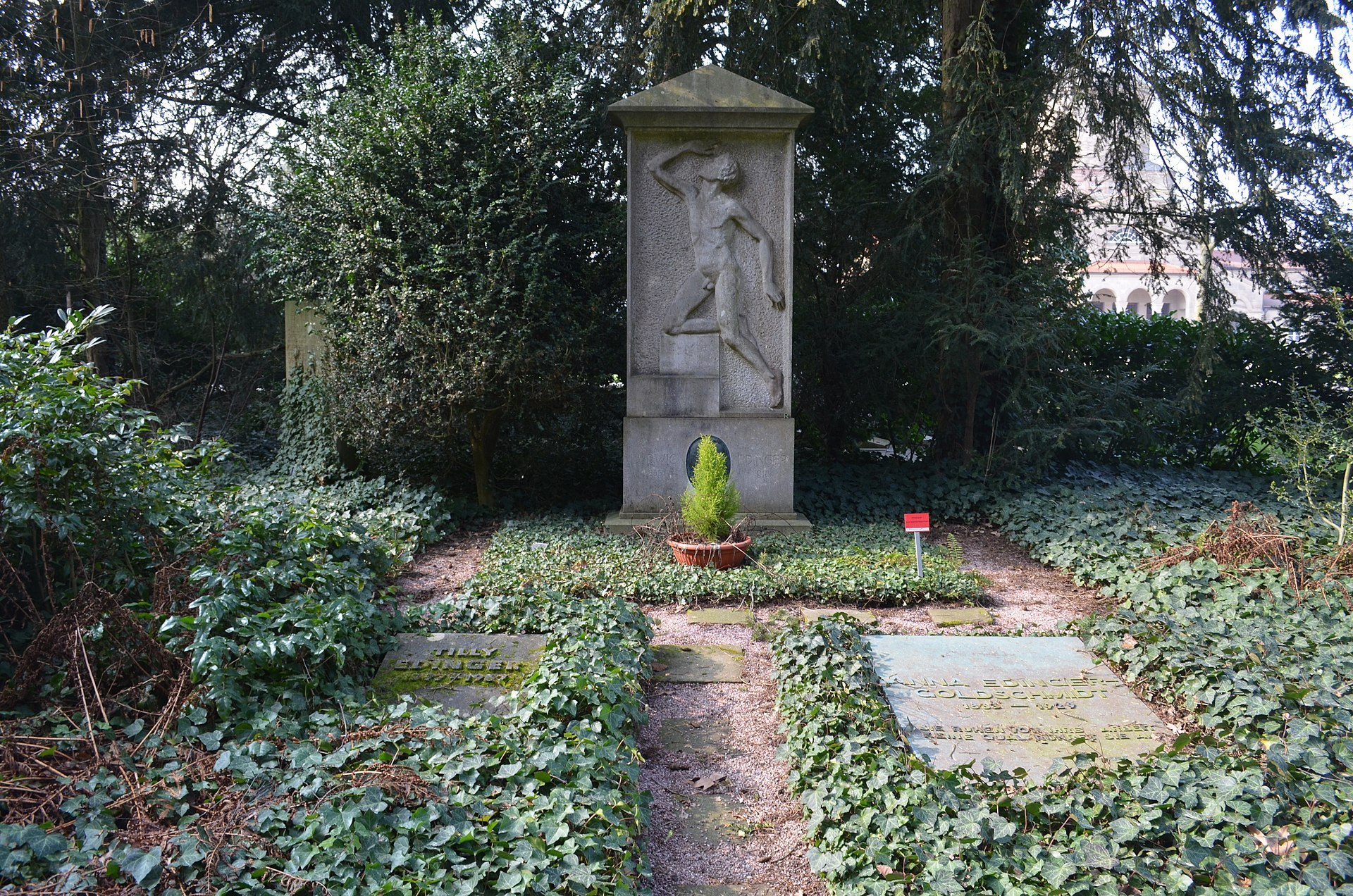
Tumba familiar en el cementerio principal de Fráncfort

Incluso después de la muerte de su marido, en enero de 1918, siguió fomentando su obra. Al aumentar el capital de la fundación que llevaba el nombre de su marido en un cuarto de millón de marcos imperiales, se convirtió en benefactora de la Universidad de Fráncfort, cuyo Instituto de Neurología financió de forma significativa. En 1928, Edinger recibió la insignia de honor de la ciudad de Fráncfort y una calle de esta ciudad recibió su nombre y el de su marido. La tumba de la familia se encuentra en el cementerio principal de Fráncfort.

### Familia
Edinger tuvo tres hijos con su marido Ludwig; el neurólogo y sociólogo Fritz Edinger (1888-1942); Dora Edinger (1894-1982), que posteriormente fue esposa del farmacólogo Werner Lipschitz; y, por último, la paleontóloga y fundadora de la paleoneurología Tilly Edinger (1897-1967).